# Taphaeus hiator
Taphaeus hiator är en stekelart som först beskrevs av Carl Peter Thunberg 1822.  Taphaeus hiator ingår i släktet Taphaeus och familjen bracksteklar. Arten är reproducerande i Sverige. Inga underarter finns listade i Catalogue of Life.